# Camptozada mirabilis
Camptozada mirabilis is een vlinder uit de familie van de visstaartjes (Nolidae). De wetenschappelijke naam van de soort is voor het eerst geldig gepubliceerd in 1890 door Swinhoe.